# 荒尾ダービー
荒尾ダービー（あらおダービー）は、荒尾競馬組合が荒尾競馬場のダート2000メートルで行われていた競馬の重賞（KJ3）競走。正式名称は「農林水産大臣賞典 荒尾ダービー」。正賞は、農林水産大臣賞、荒尾競馬組合管理者賞。

## 概要
創設は1975年だが、正式に回次が付されたのは翌年（1976年）の開催から。荒尾競馬場に所属するサラブレッド系3歳（旧4歳）馬にとっては、春の大目標としての性格が強いレースでもあったが、「九州競馬」として提携が行なわれることになった2000年からは九州地区交流競走、2008年からは四国・九州地区交流競走となり、九州ダービー栄城賞・九州菊花賞（のちにロータスクラウン賞に移行）へと連なる九州三冠の第一関門としての役割も担っていた。
交流競走となった翌年の2001年から2007年まで九州皐月賞の副題が付けられていたが、2008年の開催から従来の名称に戻された。
優勝馬には、九州ダービー栄城賞への優先出走権が与えられていた。
負担重量は定量で56kg、牝馬は54kgである。
賞金総額は140万円で、1着賞金100万円、2着賞金25万円、3着賞金10万円、4着賞金3万円、5着賞金2万円と定められていた。

## 歴代優勝馬
- 第6回まではダート1900m、第7回以降はダート2000m。
- 馬齢は2000年以前は旧表記を用いる。

| 回数                 | 施行日        | 優勝馬             | 性齢 | 所属 | タイム | 優勝騎手   | 管理調教師 |
| -------------------- | ------------- | ------------------ | ---- | ---- | ------ | ---------- | ---------- |
| 回次なし             | 1975年3月9日  | カルセル           | 牝3  | 荒尾 | 2:04.1 | 福島幸広   | 山下高春   |
| 第1回                | 1976年5月30日 | ロールエース       | 牝3  | 荒尾 | 2:01.2 | 吉永晃     | 宮本芳吉   |
| 第2回                | 1977年6月12日 | サツマトウカイ     | 牝3  | 荒尾 | 2:02.2 | 福島幸広   | 佐伯長次郎 |
| 第3回                | 1978年6月18日 | タナカジンベイ     | 牡3  | 荒尾 | 1:59.1 | 中尾信一   | 和田保夫   |
| 第4回                | 1979年5月13日 | コウリンマサル     | 牡3  | 荒尾 | 2:05.6 | 上田憲信   | 江島松二   |
| 第5回                | 1980年5月25日 | ドーヤレガード     | 牝3  | 荒尾 | 2:04.2 | 飯島雄治   | 宮本芳吉   |
| 第6回                | 1981年5月31日 | シヤークルビー     | 牝3  | 荒尾 | 2:06.9 | 福島幸広   | 副島義弘   |
| 第7回                | 1982年5月23日 | ヤスナガ           | 牡3  | 荒尾 | 2:08.3 | 福島幸広   | 和田保夫   |
| 第8回                | 1983年5月22日 | グレースリリー     | 牝3  | 荒尾 | 2:10.8 | 松島壽     | 福田善喜   |
| 第9回                | 1984年5月27日 | ヤナギエクスアロー | 牝3  | 荒尾 | 2:16.0 | 矢ヶ部徹   | 中尾信一   |
| 第10回               | 1985年6月2日  | フアインバンド     | 牝3  | 荒尾 | 2:14.0 | 牧野孝光   | 幣旗吉昭   |
| 第11回               | 1986年5月15日 | テトラシーザー     | 牡3  | 荒尾 | 2:13.9 | 山田寿雄   | 中村一夫   |
| 第12回               | 1987年6月14日 | ダイハードタイガ   | 牡3  | 荒尾 | 2:13.8 | 矢ヶ部徹   | 中尾信一   |
| 第13回               | 1988年6月5日  | ガンバリタロー     | 牡3  | 荒尾 | 2:16.0 | 牧野孝光   | 和田保夫   |
| 第14回               | 1989年6月18日 | カンキヨウジエツト | 牡3  | 荒尾 | 2:15.6 | 賴本盛行   | 馬場義高   |
| 第15回               | 1990年6月10日 | マルシゲライト     | 牡3  | 荒尾 | 2:13.7 | 牧野孝光   | 幣旗吉昭   |
| 第16回               | 1991年6月23日 | シャインロッジ     | 牡3  | 荒尾 | 2:11.6 | 矢ヶ部徹   | 副島義弘   |
| 第17回               | 1992年6月28日 | グランドクルー     | 牡3  | 荒尾 | 2:11.6 | 松島壽     | 副島義弘   |
| 第18回               | 1993年6月27日 | ヒノデドン         | 牡3  | 荒尾 | 2:14.5 | 和田正美   | 副島義弘   |
| 第19回               | 1994年9月11日 | ダンサーレナー     | 牝3  | 荒尾 | 2:20.0 | 川口道助   | 副島義弘   |
| 第20回               | 1995年6月25日 | トカチローリー     | 牝4  | 荒尾 | 2:21.0 | 矢ヶ部徹   | 中尾信一   |
| 第21回               | 1996年6月23日 | ウエストスキー     | 牡4  | 荒尾 | 2.16.3 | 古泉悟     | 畑田修治   |
| 第22回               | 1997年6月29日 | ユーホースキー     | 牡4  | 荒尾 | 2.15.3 | 吉井浩和   | 平山良一   |
| 第23回               | 1998年6月7日  | レインボーブレイズ | 牡4  | 荒尾 | 2.16.0 | 吉田隆三   | 大久保眞二 |
| 第24回               | 1999年6月13日 | ヨシノメモリー     | 牡4  | 荒尾 | 2.17.0 | 橋本幸次郎 | 佐伯茂樹   |
| 第25回以降は交流競走 |               |                    |      |      |        |            |            |
| 第25回               | 2000年6月5日  | キングラシアン     | 牡4  | 佐賀 | 2.12.5 | 山口勲     | 山田勇     |
| 第26回               | 2001年5月27日 | マキノヒット       | 牡3  | 佐賀 | 2.16.0 | 真島正徳   | 真島元徳   |
| 第27回               | 2002年5月26日 | カシノオウサマ     | 牡3  | 佐賀 | 2.14.5 | 北村欣也   | 山田勇     |
| 第28回               | 2003年4月23日 | オペラキッス       | 牡3  | 佐賀 | 2.15.3 | 北村欣也   | 山田勇     |
| 第29回               | 2004年4月13日 | カシノワカサマ     | 牡3  | 佐賀 | 2.16.1 | 北村欣也   | 山田勇     |
| 第30回               | 2005年4月20日 | タマノダイキ       | 牡3  | 佐賀 | 2.13.1 | 吉田順治   | 上川薫     |
| 第31回               | 2006年5月3日  | スターオブジャパン | 牡3  | 佐賀 | 2.12.3 | 真島正徳   | 真島元徳   |
| 第32回               | 2007年5月3日  | タイガンジョウジュ | 牡3  | 佐賀 | 2.13.1 | 吉田順治   | 東眞市     |
| 第33回               | 2008年5月3日  | ミトノコウモンダ   | 牡3  | 佐賀 | 2.12.0 | 倉富隆一郎 | 吉田昭     |
| 第34回               | 2009年5月3日  | ギオンゴールド     | 牝3  | 佐賀 | 2:13.8 | 倉富隆一郎 | 九日光     |
| 第35回               | 2010年5月2日  | メイオウセイ       | 牡3  | 佐賀 | 2:14.8 | 吉田順治   | 三小田幸人 |
| 第36回               | 2011年5月1日  | リリー             | 牝3  | 佐賀 | 2:12.9 | 鮫島克也   | 西久保政等 |

### 各回競走結果の出典
- 荒尾ダービー 歴代優勝馬 - 地方競馬全国協会